# ريزانا نافيك
ريزانا نافيك (بالسنهالية: රිසානා නෆීක්)‏ ، (بالتاميلية: ரிசானா நபீக்)‏ . 4 فبراير 1988 - 9 يناير 2013) أدينت امرأة سريلانكية وأُعدمت لاحقاً في المملكة العربية السعودية بتهمة قتل الرضيع نايف القضيبي البالغ من العمر أربعة أشهر. زعم والداها أنه من أجل الحصول على عمل في المملكة العربية السعودية، تم تغيير تاريخ الميلاد على جواز سفر نافيك، وكانت في الواقع أقل من 18 عامًا عند وقوع الجريمة؛ هذا جعل إعدامها مخالفًا لاتفاقية حقوق الطفل. زعمت نافيك أن اعترافها الأولي تم تحت الإكراه وبدون مساعدة لغوية.

## العمالة في السعودية
زُعم أن نافيك كانت تبلغ من العمر 17 عامًا عندما وصلت للعمل في المملكة العربية السعودية في 4 مايو 2005. زعم والداها أن جواز سفرها مزور لضبط سنة الميلاد حتى عام 1982  لتجنب القواعد التي تمنع من هم أعمارهم أقل من 18 عامًا في سري لانكا للعمل في الخارج. بدأت العمل كمساعدة منزلية في الدوادمي، على بعد حوالي 400 كيلومتر من الرياض.

## وفاة الرضيع
في 22 مايو 2005، تُوفي الطفل البالغ من العمر أربعة أشهر نايف القضيبي أثناء وجوده مع الخادمة نافيك. وتم اتهام نافيك بقتل الطفل بخنقه بعد مشادة مع والدته في نفس اليوم. قالت نافيك أنها تعتقد أن الطفل اختنق في زجاجة بالصدفة أثناء الرضاعة.    أصر والدا الطفل والشرطة السعودية على أن نافيك مُذنبة بالقتل.
وقد تبين أن شرطة الدودمي لم تأخذ الرضيع بعد الوفاة لتحديد سبب وفاته.

## اعتراف
وفقًا للجنة الآسيوية لحقوق الإنسان «زعمت أن نافيك وقعت اعترافًا، لكن محاموها يجادلون بأن الاعتراف تم بالإكراه والأهم من ذلك أن نافيك لم تتمكن من الوصول إلى مترجم أثناء الاستجواب الأولي بعد اعتقالها في عام 2005. عادة ما تكون الاعترافات مكتوبة باللغة العربية وموقعة بالبصمة.»  وقعت نافيك إفادة خطية في 30 يناير 2007 تفيد بأن الاعتراف قد تم بإلاكراه:
"عادت الأم إلى المنزل في حوالي الساعة 1:30 ظُهرًا وبعد أن شاهدت الرضيع، اعتدت علي بالنعال وأخذت الرضيع بعيدًا. وكان دم ينزف من أنفي. بعد ذلك جاءت الشرطة وأخذتني إلى مركز الشرطة. تعرضت للاعتداء في مركز الشرطة أيضًا. لقد اعتدوا علي بحزام وكرهوني على بيان يفيد بأنني خنقت الرضيع. لقد هددوني بأنني سأُقتل في حال كنت مصممه على عدم التوقيع على ببيان يفيد بأنني خنقت الرضيع والصعق بالكهرباء، وسأُقتل.
في ظل هذه الظروف، وضعت توقيعي على الورقة المكتوبة التي قدموها لي. أخذوني إلى مكان آخر وطرحوا علي عدة أسئلة، لأنني كنت في حالة فقدان الذاكرة والخوف والمزاج المُتقلب، حدث لي أن أخبرهم أنني خنقت الرضيع. أقسمت بالله بأنني لم أخنق الرضيع أبدًا." 

## حكم بالإعدام
سُجنت نافيك وحُكم عليها بالإعدام في 16 يونيو 2007. طلب رئيس سريلانكا مرتين شخصياً إعفاء نافيك من ملك المملكة العربية السعودية. ونظم نشطاء حقوق الإنسان العديد من المظاهرات المطالبة بالإفراج عنها. في أكتوبر 2010، وفقًا لمسؤول كبير بوزارة الشؤون الخارجية في سريلانكا، ناشد تشارلز، أمير ويلز، الملك السعودي، طلبًا العفو من نافيك. ناشدت اللجنة الآسيوية لحقوق الإنسان التي تتخذ من هونغ كونغ مقراً لها الملكة إليزابيث الثانية أن تتدخل وتطلب العفو لنافيك.

## إعدام
تم قطع رأس نافيك في 9 يناير 2013 على الرغم من طلب من حكومة سريلانكا. 

### ردة الفعل
سيريلانكا
قام البرلمان السريلانكي بدقيقة صمت بعد تلقيه خبر الإعدام. عقد الحزب الوطني المتحد وهو حزب المعارضة الرئيسي في سريلانكا، جلسة إعلامية خاصة بعد ساعات من إعدامها. في تلك الزخم الإعلامي، وصف النائب رانجان راماناياكي الحكومة السعودية بأنهم «ديكتاتوريين» وأكد أن الحكومة السعودية لا تعدم أبداً مواطني الدول الأوروبية أو أمريكا الشمالية ولكن مواطني الدول الآسيوية والإفريقية فقط.
الامم المتحدة
عبر الأمين العام للأمم المتحدة بان كي مون وخبراء الأمم المتحدة المستقلون ومكتب حقوق الإنسان التابع للمنظمة الدولية عن استيائهم إزاء إعدام نافيك. وقال روبرت كولفيل المتحدث باسم مكتب المفوض السامي لحقوق الإنسان التابع للأمم المتحدة في جنيف: «إننا نشعر بقلق عميق إزاء الأنباء التي تحدثت عن مخالفات في احتجازها ومحاكمتها، بما في ذلك عدم وجود محام لمساعدتها في المراحل الرئيسية. عن استجوابها وتجربتها، وادعاء نافيك بأنها تعرضت للاعتداء البدني وأجبرت على التوقيع على اعتراف تحت الإكراه». وأشار المقرر الخاص المعني بالتعذيب، خوان مينديز إلى أنه خلال استئناف القضية أكد الدفاع أن نافيك تعرضت للضرب وتم توقيعها لتوقيع اعتراف تحت الإكراه. وقال «إعدامها يتعارض بوضوح مع اتفاقية حقوق الطفل واتفاقية مناهضة التعذيب».
الاتحاد الأوروبي
عبر الاتحاد الأوروبي عن استيائه من قيام المملكة العربية السعودية بقطع رأس نافيك على الرغم من النداءات المتكررة لوقف التنفيذ.
اللجنة الآسيوية لحقوق الإنسان
في رسالة إلى المفوض السامي للأمم المتحدة ورئيس سريلانكا، قالت اللجنة الآسيوية لحقوق الإنسان إن إعدام نافيك «ليس أقل من جريمة القتل».
فرنسا
أدانت فرنسا إعدام نافيك وأصدرت بيانًا "تُدين فرنسا قطع رأس رزانا نافيك في المملكة العربية السعودية في 9 يناير وهي مواطنه سريلانكية شابة، وكانت قاصرة عند وقوع الجريمة. وكما أكد السيد لوران فابيوس وزير الخارجية من جديد بأن تعرب فرنسا عن معارضتها الثابتة والمستمرة لعقوبة الإعدام في كل مكان وتحت جميع الظروف. وتحث المملكة العربية السعودية على وضع حد لعمليات الإعدام ووضع وقف اختياري.
بريطانيا
وتعليقًا على إعدام نافيك، قالت أليستير بيرت وزيرة الخارجية والشرق الأوسط في مكتب الكومنولث: «أدين إعدام رزانا نافيك في المملكة العربية السعودية أمس، على الرغم من النداءات العديدة لتخفيف عقوبتها. تعارض المملكة المتحدة كل استخدام لعقوبة الإعدام من حيث المبدأ أيا كانت الجريمة المرتكبة. إن قطع رأس السيدة نافيك أمر يثير القلق، حيث تشير التقارير إلى أنها ربما كانت في السابعة عشرة من عمرها وقت ارتكاب الجريمة. نجد أيضًا أن ممارسة قطع الرأس تكون قاسية ولاإنسانية بشكل خاص. نستمر في إثارة مخاوفنا بشأن حقوق الإنسان مع السلطات السعودية، بما في ذلك استخدامها المتكرر لعقوبة الإعدام».

### استجابة الحكومة السعودية
ذكرت الحكومة السعودية أن التصريحات التي أدلت بها مختلف المنظمات لم تكن صحيحة وأنها حصلت على محاكمة مناسبة. بعد الحكم، كانت هناك محاولات من قبل الحكومة للحصول على عفو من والدا الطفل لكنهم فشلوا.

### عرض نقدي للعائلة
رفضت والدة نافيك العروض النقدية التي تصل إلى 16000 دولار من السعوديين.

## روابط خارجية
- رزانا نافيك: ضحية أخرى للنظام القضائي السعودي
- فتاة سريلانكية تبلغ من العمر 17 عامًا مقطوعة الرأس في المملكة العربية السعودية
- العمل السعودي يسلط الضوء على ظروف تشبه العبيد